# Turenius
Turenius is een geslacht van wantsen uit de familie van de Tingidae (Netwantsen). Het geslacht werd voor het eerst wetenschappelijk beschreven door Duarte Rodrigues in 1981.